# Хаунольдштайн
Хаунольдштайн (нем. Haunoldstein) — коммуна (нем. Gemeinde) в Австрии, в федеральной земле Нижняя Австрия. 
Входит в состав округа Санкт-Пёльтен.  Население составляет 918 человек (на 31 декабря 2006 года). Занимает площадь 9,88 км². Официальный код  —  31911.

## Политическая ситуация
Бургомистр коммуны — Хуберт Лугер (АНП) по результатам выборов 2005 года.
Совет представителей коммуны (нем. Gemeinderat) состоит из 15 мест.
- АНП занимает 8 мест.
- СДПА занимает 5 мест.
- АПС занимает 2 места.